# 하우스 룰

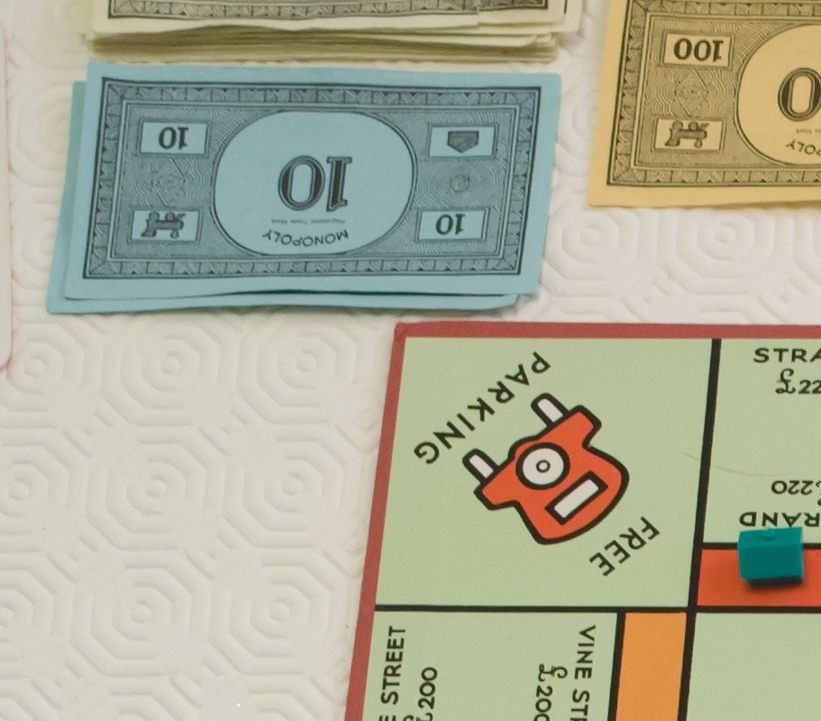

하우스 룰(House rule)은 게임이나 놀이 등에서 본래의 규칙에서부터 지역별로 개정된 규칙을 의미한다. 예를 들어 젠가에서 한 손만을 사용해서 블록을 빼 내야 하는 규칙의 번거로움을 줄이기 위해서 두 손 모두 사용할 수 있게 하는 것 같은 것을 의미한다.

## 보드게임
모노폴리는 컴퓨터 게이밍 월드(Computer Gaming World)의 리뷰어에 따르면 "사실상 아무도 기록된 규칙으로 게임을 플레이하지 않는다"는 정도로 제조업체가 제공한 규칙과 약간 다른 규칙으로 플레이되는 경우가 많다. 모노폴리의 일부 비디오 게임 버전에는 인기 있는 하우스 룰을 활성화할 수 있는 옵션이 있다. 2014년 모노폴리의 퍼블리셔인 하스브로(Hasbro)는 페이스북 투표를 사용하여 가장 인기 있는 5가지 하우스 룰을 결정한 다음 이러한 규칙을 통합한 게임의 "하우스 룰스 에디션"(House Rules Edition)을 출시했다.